# Cláudio Unimano
Cláudio Unimano(Latim: Claudius Unimanus), Pretor, foi governador da província romana da Hispânia Citerior.
Unimano governava a Hispânia Citerior, em 146 a.C., quando enfrentou as forças de Viriato - o líder da resistência dos Lusitanos ao avanço romano naquela região.
Os romanos sofreram esmagadora derrota nesse confronto, tendo perdido seus estandartes, que foram expostos por Viriato nos montes mais altos da Luzitânia.
No Album Alentajano, uma edição do principio do século XX, consta o seguinte:
"Anteriormente à batalha de Ourique e num sítio chamado «Cidade da Cola», a sudoeste de Ourique à distância de dez quilómetros, o grande cabecilha lusitano, Viriato, que tão denotadamente se bateu pela liberdade da sua terra, reuniu os guerreiros que comandava e, alta noite, desceu com eles a escadaria secreta que vai ter à ribeira do Mariscão (hoje Marchicão), e de subito caiu sobre o exército comandado por Claudio Unimano, causando-lhe incalculável mortandade."